# خلیجی (جیرفت)
خلیجی (ساردوئیه)، روستایی از توابع بخش ساردوئیه شهرستان جیرفت در استان کرمان ایران است. این روستا در ۱۳ کیلومتری جنوب شرق مرکز بخش ساردوئیه (درب بهشت) در مسیر جاده ساردوئیه به جیرفت واقع شده‌است.

## جمعیت
این روستا در دهستان ساردوئیه قرار دارد و براساس سرشماری مرکز آمار ایران در سال ۱۳۹۵، جمعیت آن ۱۰۳ نفر (۳۴خانوار) اعلام شده‌است.
آمار حقیقی این روستا ثبت نشده و جمعیت حقیقی روستا بالغ بر ۵۰۰ نفر متشکل از ۲۰۰ خانوار است.